# Alyssa Milano
Alyssa Milano, född 19 december 1972 i Brooklyn i New York, är en amerikansk skådespelare, producent, sångare, författare och aktivist, känd för att ha skickat den tweet som startade metoo-rörelsen. Hon har bland annat medverkat i TV-serien Förhäxad där hon spelade Phoebe Halliwell och Insatiable där hon spelade Coralee Armstrong.

## Biografi

### Skådespelarkarriär
Milano fick vid sju års ålder en roll i musikalen Annie på Broadway. Under åtta år, 1984–1992, spelade hon Samantha Micelli i serien Vem är chefen? som Tony Danzas dotter. Serien var hennes stora TV-debut. Samtidigt fick hon en liten roll i filmen Commando som Arnold Schwarzeneggers dotter 1985. För att hon skulle få behålla rollen i Vem är chefen?, fick familjen flytta till Hollywood.
Efter detta medverkade Milano i TV-filmen Casualties of Love: The Long Island Lolita Story (1993), baserad på verklighet om Amy Fisher och Joey Buttafuoco. Milano började 1996 spela i To Brave Alaska, en TV-film om ett par som kämpade hårt för sina liv i Alaska. 1997 fick hon rollen som Jennifer Mancini i Aaron Spellings Melrose Place.  
1998 utvaldes hon för att spela en roll som den yngsta av de tre häxorna i Förhäxad (senare mellansystern). 
Alyssa Milano har även medverkat i TV-serien My Name Is Earl. 2013 spelade hon Savi i Mistresses, som i Sverige visas på TV 3.

### Aktivism
2004 blev Milano Unicef-ambassadör för USA.
Milano är aktiv djurrättsförespråkare via organisationen PETA.
Den 15 oktober 2017 skickade Milano den tweet som blev startskottet för den världsomspännande metoo rörelsen, som en reaktion på att Hollywoodproducenten Harvey Weinstein anklagats för våldtäkt.

### Musikkarriär
Milano släppte fem album i Japan, med titlar som "Alyssa", "Look In My Heart" (båda 1989), "Best In The World" (1990), "Locked In a Dream" (1991) och "Do You See Me?" (1992). Nästan alla har sålt platina i Japan. Hon gör också TV-reklam för bland annat 1-800-Collection och Candies parfym. 

### Privatliv
Alyssa Milano är vegetarian.
Hon var förlovad med Ensamma hemma-stjärnan Scott Wolf 1993, men paret bröt förlovningen 1994 och gick skilda vägar. Den 1 januari 1999 gifte hon sig med Cinjun Augustus Tate, som är sångare i rockgruppen "Remy Zero". De skilde sig dock i början av 2000. I augusti 2009 gifte sig Milano med David Bugliari. Paret har två barn.
I augusti 2020 meddelade hon att hon hade smittats av Covid-19.

## Övrigt
En bild av henne användes för att skapa Disneys numera klassiska figur Ariel (Den lilla sjöjungfrun).

## Filmografi i urval
- 1984–1992 – Vem är chefen?
- 1985 – Commando
- 1986 – The Canterville Ghost
- 1988 – Dance 'til Dawn
- 1989 – Cannonball Speed Zone
- 1994 – Double Dragon
- 1995 – Embrace of the Vampire
- 1996 – Glory Daze
- 1996 – Fear (Margo)
- 1998–2006 – Förhäxad (TV-serie)
- 2009 – Ghostbusters: The Video Game (röst)
- 2010 – My Girlfriend's Boyfriend
- 2011 – Hall Pass
- 2011 – New Year's Eve
- 2013–2014 – Mistresses
- 2025 – Driver's Ed